# Nelson Triunfo
Nelson Gonçalves Campos Filho, conhecido como Nelson Triunfo (Triunfo, 28 de outubro de 1954) é um dançarino de breaking, músico e ativista social brasileiro, tendo ganhado notoriedade como um dos precursores da cultura hip-hop no país.
Nelson foi um dos principais dançarinos de soul e breaking do Brasil.
Sua biografia foi lançada em 15 de março de 2014 pelo jornalista Gilberto Yoshinaga, com o título Nelson Triunfo - Do Sertão ao Hip-Hop.

## Vida e obra
Foi criado no Sítio Caldeirão, na divisa de Triunfo com o sudoeste paraibano, até os 16 anos, quando foi morar sozinho em Paulo Afonso, para estudar e trabalhar. Já era apaixonado por música e dança, mas foi lá que conheceu a música de James Brown, que mudaria sua vida, e formou sua primeira equipe de dança, chamada Os Invertebrados.
Depois de residir três anos na Bahia e mais três no Distrito Federal, lá tendo residido nas cidades-satélites de Ceilândia e Sobradinho, mudou-se para São Paulo em 1977, com o sonho de viver da dança. No mesmo ano fez amizade com Tony Tornado, gravou uma música com Miguel de Deus no disco “Black Soul Brothers” (pérola do original funk brasileiro) e formou uma equipe de dança com o mesmo nome deste disco, que logo mudou de nome para Funk & Cia. Rapidamente, tornou-se destaque nos principais shows e bailes black do Brasil. Na época, algumas pessoas ainda o conheciam como Homem-Árvore, devido à enorme cabeleira black power.
Em 1983, influenciado pelos primeiros passos de breaking (breakdance) que chegavam à mídia, Nelson Triunfo e Funk & Cia levaram a dança para as ruas do centro de São Paulo. Enfrentaram a repressão da polícia, que via naquela manifestação um ato de subversão e desobediência civil – corriam os últimos anos de ditadura militar. Desde seu início, o hip hop representou resistência, um ideal que se intensificou durante a ditadura militar, quando manifestações como essa eram proibidas. Nelson, peça-chave nesse cenário, foi preso diversas vezes, um reflexo da perseguição às vozes que ousavam se expressar em tempos de censura. Em 1984, o breaking passou a ocupar a estação São Bento do metrô, que se tornou o templo do surgimento do hip-hop em São Paulo – e um dos principais focos da cultura de rua no Brasil.
Ainda em 1983, Nelson Triunfo e sua trupe da Funk Cia participaram da abertura da novela Partido Alto, da TV Globo.
Ao longo do tempo, Nelson Triunfo tornou-se um ícone da cultura hip-hop, mas sua bagagem cultural é muito mais ampla. Ele mesmo se define como um híbrido de Luiz Gonzaga e James Brown. Atualmente, grava seu primeiro disco solo (depois de ter lançado, em 1990, o LP “Se Liga Meu”, com a Funk & Cia), que terá um repertório bastante eclético e com influências que vão do soul e original funk ao hip-hop e reggae, passando por embolada, frevo, maracatu, forró, baião e outros ritmos regionais brasileiros.
Nelson Triunfo também foi um dos pioneiros nos projetos que utilizam o hip-hop como um instrumento de educação e inserção social, através de oficinas, palestras, debates e outras atividades com crianças e adolescentes, trabalho que desenvolve até hoje. Fruto desta iniciativa, Nelson Triunfo foi um dos responsáveis pelo surgimento, em 1999, da Casa do Hip-Hop de Diadema, projeto em que está envolvido até hoje.
Em maio de 2006, representou o Brasil na Copa da Cultura, em Berlim, que antecedeu a realização da Copa do Mundo.
Em 6 de julho de 2008, recebeu das mãos do vereador Chico Macena o Título de Cidadão Paulistano emitido pela Câmara Municipal de São Paulo e, em 7 de outubro do mesmo ano, foi agraciado com a comenda da Ordem do Mérito Cultural, pelo Ministério da Cultura.
A trajetória artística e de vida de Nelson Triunfo foi registrada no livro "Nelson Triunfo - Do Sertão ao Hip-Hop" (editora Shuriken, 368 páginas), de autoria de Gilberto Yoshinaga. Com prefácio do ator Sergio Mamberti, o livro foi lançado em 15 de março de 2014. Um documentário chamado "Triunfo" foi lançado poucas semanas depois.
Em show realizado no Auditório Ibirapuera, em São Paulo, no dia 8 de novembro de 2014, Nelson Triunfo lançou uma versão preliminar de seu primeiro álbum-solo, chamado "Do Soul ao Hip-Hop", com sete músicas: "Liberdade", "Rimancestral", "Músical Ó", "O vento", "Comum tá diferente", "Quando tudo é bom" e "Como são bonitas as coisas". A capa do disco é assinada pela renomada dupla de grafiteiros Osgemeos. A versão final do álbum, que terá 13 faixas, deverá ser lançada em breve, gravada e produzida junto aos músicos da banda Nhocuné Soul.

Em 2016, participou de um clipe da canção "Mandamentos Black" de Gerson King Combo em uma campanha de marketing da plataforma de streaming Netflix para divulgar a série The Get Down sobre o surgimento do hip hop na década de 1970.